# 續隨子
续随子（学名：Euphorbia lathyris），又稱千金子，为大戟科大戟属下的一个种。

## 外部連結
- 續隨子 （页面存档备份，存于） 藥用植物圖像數據庫 (香港浸會大學中醫藥學院) （中文）（英文）
- 千金子 中藥材圖像數據庫  (香港浸會大學中醫藥學院) （中文）（英文）
- 生千金子 Sheng Qian Jin Zi （页面存档备份，存于） 中藥標本數據庫 (香港浸會大學中醫藥學院) （繁體中文）（英文）

## 延伸阅读
[在维基数据编辑]
 《欽定古今圖書集成·博物彙編·草木典·續隨子部》，出自陈梦雷《古今圖書集成》